# 扎列奇诺耶市镇
扎列奇诺耶市镇（俄语：Зареченское муниципальное образование）是俄罗斯联邦伊尔库茨克州泰舍特区所属的一个市镇。其下辖有6个居民点，行政中心为扎列奇诺耶。据2016年统计，该市镇的人口为521人。